# Vorderweißenbach
Vorderweißenbach è un comune austriaco di 2 073 abitanti nel distretto di Urfahr-Umgebung, in Alta Austria; ha lo status di comune mercato (Marktgemeinde).